# Charles Headland
Charles David Headland (ur. 1910 w Bostonie) – brytyjski kierowca i konstruktor wyścigowy.

## Życiorys
Headland urodził się w Bostonie jako syn sprzątacza. W latach 40. i 50. sprzedawał samochody, na czym dorobił się majątku. Pod koniec 1949 roku rozpoczął ściganie się Marwynem, ale nie ukończył dwóch wyścigów. W 1950 ścigał się Cooperami, zdobywając kilka podiów, m.in. w Lulsgate, gdzie był drugi za Joe Fry'em, a także w Zandvoort. W 1951 roku użył nowego Coopera Mk V, i w kwietniu wygrał wyścigi w Newtonards, Prescott i Croft. Zajął ponadto czwarte miejsce w Daily Express International Trophy. W październiku 1951 roku nabył Kiefta CK51, którym wygrał w finale wyścigu w Castle Combe, a także zawody w Peplow. W 1952 roku uczestniczył w 25 wyścigach, wygrywając w Newtonards, Ibsley czy Silverstone (dwukrotnie). Na początku 1953 roku nadal ścigał się Kieftem, finiszując drugi na Beveridge Park, za Kenem Tyrrellem.
W połowie 1953 roku rozpoczął ściganie się zmodyfikowanym przez siebie Martinem, który to samochód określany jest jako Martin-Headland. W czerwcu wygrał wyścig w Silverstone, a we wrześniu na Cadwell Park. W 1954 roku wygrał wyścig w Kirkcaldy oraz trzy wyścigi na Silverstone. W 1955 roku wygrał na Oulton Park. 7 maja, podczas Daily Express International 50 Mile Race na Silverstone, w samochodzie Headlanda zepsuł się pedał hamulca, co spowodowało poważny wypadek i wymusiło pobyt Brytyjczyka w szpitalu na sześć miesięcy. Wskutek tego Headland zakończył karierę wyścigową.
Był żonaty z Ivy, która zmarła w 1964 roku w wieku 54 lat. Później ożenił się z Barbarą.